# 阿龙·比杜瓦
阿龙·比杜瓦（法語：Aaron Bidois，？—），新西兰男子游泳运动员。他曾代表新西兰参加1992年和1996年夏季残疾人奥林匹克运动会游泳比赛，其中1996年夏季残奥会获得一枚银牌。